# Samúel Friðjónsson
En aquest nom islandès, el darrer nom és un patronímic, no pas un cognom. La manera de referir-se a aquesta persona és pel nom de pila.
Samúel Kári Friðjónsson (nascut el 22 de febrer 1996, a Reykjanesbaer) és un futbolista professional islandès. Actualment juga al Vålerenga IF de l'Eliteserien a la posició de centrecampista.

## Carrera

### Reading FC
Samúel Friðjónsson es va unir al Reading FC el març de 2013 per entrenar amb el club abans de l'1 de juny de 2013, data de l'inici del seu contracte de dos anys. Samúel va ampliar el seu contracte un any més amb el Reading el 22 de maig de 2015. El 9 de maig de 2016, el Reading va anunciar que el contracte de Samúel no seria renovat.

### Vålerenga
El 16 de juny del 2016, Samúel va signar un contracte de tres anys i mig amb el Vålerenga IF, començant l'1 de juliol de 2017 quan es rescindia el seu contracte amb el Reading. El seu debut va ser el 2 de juliol, substituint durant 65 minuts al jugador Bård Finne en un partit contra el Brann, que va resultar en empat a zero.

### Carrera Internacional
Samúel va ser cridat a la selecció sub-17 en 11 ocasions entre 2011 i 2012, marcant dos gols, sent el seu debut el 2 d'agost de 2011, en una victòria 3-1 contra la selecció sub-17 sueca. A més a més, va representar la selecció sub-19 en 20 ocasions entre 2013 i 2014, marcant 3 gols, sent el seu debut un empat 1-1 contra dinamarca. El 26 de març del 2015, Samúel va debutar a l'equip sub-21 surant la seva derrota 3-0 contra Romania.
El maig de 2018, va ser convocat per la selecció islandesa per jugar la Copa del Món de Futbol de 2018.